# Port Norris
Port Norris é uma Região censo-designada localizada no estado americano de Nova Jérsei, no Condado de Cumberland.

## Demografia
Segundo o censo americano de 2000, a sua população era de 1507 habitantes.

## Geografia
De acordo com o United States Census Bureau tem uma área de
17,8 km², dos quais 16,5 km² cobertos por terra e 1,3 km² cobertos por água. Port Norris localiza-se a aproximadamente 1 m acima do nível do mar.

## Localidades na vizinhança
O diagrama seguinte representa as localidades num raio de 24 km ao redor de Port Norris.